# Born Sinner
Born Sinner é o segundo álbum de estúdio do rapper norte-americano J. Cole, lançado a 10 de Setembro de 2013 através da Dreamville, Roc Nation e Columbia Records. Conta com a participação dos artistas Miguel, Kendrick Lamar, TLC, 50 Cent, entre outros. O disco alcançou a primeira posição da Billboard 200 dos Estados Unidos com 98 mil cópias vendidas, após três semanas no segundo lugar e mais de 439 mil unidades vendidas no total.

## Desempenho nas tabelas musicais

### Posições
| Tabela musical (2013)                         | Melhor posição |
| --------------------------------------------- | -------------- |
| Austrália - ARIA Albums Chart                 | 14             |
| Bélgica - Ultratop 50 (Flandres)              | 109            |
| Canadá - Canadian Albums                      | 2              |
| Dinamarca - Tracklisten                       | 24             |
| Estados Unidos - Billboard 200                | 1              |
| Estados Unidos - Billboard R&B/Hip-Hop Albums | 1              |
| Noruega - VG-lista                            | 34             |
| Nova Zelândia - NZ Top 40 Albums              | 11             |
| Países Baixos - Mega Album Top 100            | 65             |
| Reino Unido - UK Albums Chart                 | 7              |
| Reino Unido - UK R&B Albums Chart             | 2              |
| Suíça - Schweizer Hitparade                   | 27             |

### Final de ano
| Tabela musical (2013)                         | Posição |
| --------------------------------------------- | ------- |
| Estados Unidos - Billboard 200                | 34      |
| Estados Unidos - Billboard R&B/Hip-Hop Albums | 9       |
| Estados Unidos - Billboard Rap Albums         | 6       |

### Certificações
| País           | Provedor | Certificação |
| -------------- | -------- | ------------ |
| Canadá         | MC       | Ouro         |
| Estados Unidos | RIAA     | Ouro         |
| Reino Unido    | BPI      | Prata        |